# Seznam kalkulatorjev
To je seznam različnih tipov kalkulatorjev. Veliko izmed njih je zastarelih in neuporabnih, vendar jih še vedno vneto zbirajo legije gorečih zbirateljev. 
Veliko teh starih naprav sodi v muzej   Arhivirano 2004-09-02 na Wayback Machine.

## Casio
- FX-82
- FX-350
- Fx-6300G
- FX-100D
- CFX-9850G - barvni zaslon
- Graph 20
- Graph 25
- Graph 35
- Graph 65
- Graph 100
- navedite še več kalkulatorjev Casio

## Hewlett-Packard
- HP 9100A, HP 9100B - prenosni programabilni kalkulator z zapisom RPN
- HP 9805A
- HP 9810A - druga generacija kalkulatorjev z zapisom RPN
- HP 9815A, HP 9815S
- HP 9820A
- HP 9825A
- HP 9830A
- HP-01 - kalkulatorska ura
- HP-6S
- HP-9S, 9G
- HP-10
- HP-10B, 10BII
- HP-10C
- HP-11C - cenejši nadomestek za HP-15C
- HP-12C, 12C Platinum - zelo razširjen poslovni kalkulator
- HP-17B, 17BII, 17BII+
- HP-15C - model z možnostjo matričnega računa in matematike v kompleksnem
- HP-16C - prvi računalniški znanstveni model (programabilne dvojiške logične funkcije)
- HP-17B
- HP-18C
- HP-19B, 19BII
- HP-19C
- HP-20S
- HP-21 - manjši/cenejši naslednik HP-35
- HP-21S
- HP-22 - manjši/cenejši naslednik HP-80
- HP-22S
- HP-25, 25C - poceni znanstveni programabilni model C, s stalnim pomnilnikom
- HP-27 - poslovni kalkulator, brez programov
- HP-27S
- HP-28C, 28S - prvi programabilni modeli v jeziku RPL z grafiko
- HP-29C
- HP-30S
- HP-31E
- HP-32E
- HP-32S, SII - natančni ulomki
- HP-33E, 33S
- HP-34C
- HP-35 - prvi žepni kalkulator na svetu
- HP 35s - različica ob 35. letnici HP-35
- HP-37E
- HP-38E, 38C
- HP-38G
- HP-39G, 39G+
- HP-40G
- HP-42S - združljiv s HP-41, zaslon z dvema vrsticama, nerazširljiv
- HP-45 - prvi znanstveni kalkulator z dvižno (shift) tipko
- HP-41C/CV/CX - prvi kalkulator z alfanumeričnim zaslonom, razširljiv
- HP-46 - tiskalniška različica HP-45
- HP-48S, 48SX, 48G, 48G+, 48GX - tipkovnica nastavljiva (slaba kakovost tipk), razširljiv (SX, GX), jezik RPL, grafika
- HP-48GII - izdelava od 2004, emulirano programje z ARM CPU
- HP-49G
- HP-49G+ - izdelava od 2004, emulirano programje z ARM CPU
- HP-50G - nadgradnja modela 49G, izboljšava tipkovnice ter podaljšanje delovanja kalkulatorja
- HP-55 - programabilen s timerjem in brez čitalca kartic
- HP-65 - prvi kalkulator z nastavljivimi tipkami s čitalcem kartic
- HP-67 - naslednik HP-65
- HP-70 - poceni različica HP-80
- HP-80 - prvi poslovni kalkulator
- HP-81 - tiskalniška različica HP-80
- HP-91
- HP-92
- HP-95C
- HP-97 - prenosnik, tiskalniška različica HP-67
- 124 S - kalkulator z dvojnim pogonom na sončno energijo

## Sharp Corporation
- EL-520R

## Sinclair Research
- Sinclair Scientific

## Texas Instruments
- SR-10 Version 1
- SR-10 Version 2
- SR-10 Version 3
- SR-11 Version 1
- SR-11 Version 2
- SR-16
- SR-16 II
- SR-40
- SR-50
- SR-50A
- SR-51
- SR-51A
- SR-52
- SR-56
- SR-60
- TI-10
- TI-15 Explorer
- TI-25X SOLAR (ni več v izdelavi)
- TI-30
- TI-34 (ni več v izdelavi)
- TI-35
- TI-36X II
- TI-55 III
- TI-58 (ni več v izdelavi)
- TI-58 C
- TI-59 (ni več v izdelavi)
- TI-68 (ni več v izdelavi)
- TI-73 (ni več v izdelavi)
- TI-73 Explorer
- TI-74 (ni več v izdelavi)
- TI-80 (ni več v izdelavi)
- TI-81 (ni več v izdelavi)
- TI-82 (zastarel vendar še v izdelavi)
- TI-83
- TI-83 Plus
- TI-83 Plus Silver Edition
- TI-84 Plus
- TI-84 Plus Silver Edition
- TI-85 (ni več v izdelavi)
- TI-86
- TI-89
- TI-89 Titanium
- TI-92 (ni več v izdelavi)
- TI-92 Plus

- Voyage 200 - zamenjava za TI-92 Plus

## Elektronika
| - Elektronika 24-71 - Elektronika B3-02 - Elektronika B3-04 - Elektronika B3-05 - Elektronika B3-05M - Elektronika B3-08 - Elektronika B3-09M - Elektronika B3-11 - Elektronika B3-14 - Elektronika B3-14M - Elektronika B3-18 - Elektronika B3-18A - Elektronika B3-18M - Elektronika B3-19M - Elektronika B3-21 - Elektronika B3-23 - Elektronika B3-24 - Elektronika B3-24G - Elektronika B3-25A - Elektronika B3-26 - Elektronika B3-26A - Elektronika B3-30 | - Elektronika B3-32 - Elektronika B3-34 (Б3-34) - Elektronika B3-35 - Elektronika B3-36 - Elektronika B3-37 - Elektronika B3-38 - Elektronika B3-39 - Elektronika C3-07 - Elektronika C3-15 - Elektronika C3-22 - Elektronika C3-27 - Elektronika C3-27A - Elektronika C3-33 - Elektronika Mališ - Elektronika MK-15 - Elektronika MK-18M - Elektronika MK-22 - Elektronika MK-23 - Elektronika MK-23A - Elektronika MK-26 - Elektronika MK-33 - Elektronika MK-35 | - Elektronika MK-36 - Elektronika MK-37 - Elektronika MK-37A - Elektronika MK-38 - Elektronika MK-40 - Elektronika MK-41 - Elektronika MK-42 - Elektronika MK-44 - Elektronika MK-45 - Elektronika MK-46 - Elektronika MK-51 - Elektronika MK-52 (МК-52) - Elektronika MK-53 - Elektronika MK-54 (МК-54) - Elektronika MK-56 - Elektronika MK-57 - Elektronika MK-59 - Elektronika MK-60 - Elektronika MK-60M - Elektronika MK-61 (МК-61) - Elektronika MK-62 - Elektronika MK-64 | - Elektronika MK-66 - Elektronika MK-69 - Elektronika MK-71 - Elektronika MK-77 - Elektronika MK-85 - Elektronika MK-87 - Elektronika MK-90 - Elektronika MK-92 - Elektronika MK-93 - Elektronika MK-95 - Elektronika MK-98 - Elektronika MK-104 - Elektronika MKSh-2 - Elektronika MKSh-2M - Elektronika MKU-1 - Elektronika MKU1-1 - Elektronika MS-1103 - Elektronika MS-1104 - Elektronika PPV |

## Elka
- Elka 22
- Elka 101
- Elka 130

## TRS
- TRS 534

## Emulatorji
- GraphCalc